# Ordine di impiccagione dei kulaki

L'ordine di impiccagione dei kulaki, o più semplicemente ordine di impiccagione, è un telegramma dell'11 agosto 1918 con il quale il presidente del Consiglio dei Commissari del Popolo, Vladimir Lenin, ordinò la repressione della rivolta contadina nel governatorato di Penza. Il telegramma era indirizzato ai bolscevichi di Penza, fra i quali Vasily Kuraev (presidente del Soviet di Penza), Jevgenija Bogdanovna Boš (presidente del Comitato Centrale del Partito bolscevico del Governatorato di Penza), Aleksandr Minkin (presidente del Comitato Esecutivo Provvisorio del Soviet di Penza) ed altri esponenti del partito. Il manoscritto del telegramma reca la carta intestata del presidente del Consiglio dei Commissari del Popolo (Sovnarkom). Nella storiografia il nome con il quale è conosciuto è quello datogli dalla Biblioteca del Congresso degli Stati Uniti.

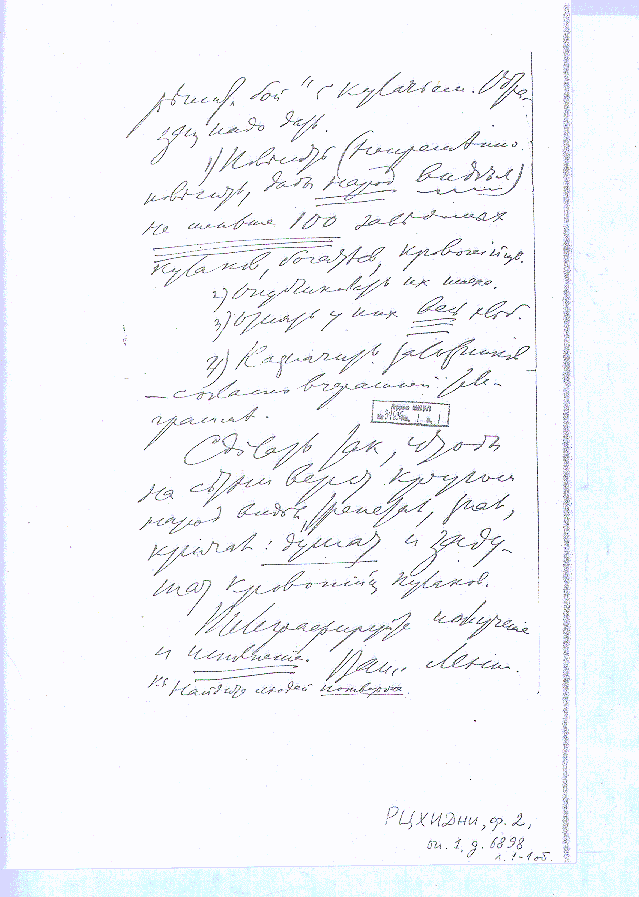
2ª pagina del manoscritto del telegramma

## Storia
Durante l’estate del 1918, molte città centrali della Russia, tra cui Mosca e Pietrogrado, furono isolate dalle principali regioni produttrici di grano – Ucraina, Caucaso Settentrionale e Siberia – a causa della guerra civile. Di conseguenza centinaia di migliaia di persone si ritrovarono sull’orlo della fame. Il governatorato di Penza divenne cruciale per l’approvvigionamento alimentare delle città, tuttavia ricorse a misure drastiche, come la prodrazvyorstka (requisizione forzata), per espropriare il grano ai contadini. Il Segretario del partito, Yakov Sverdlov, affidò a Jevgenija Boš il compito di supervisionare la raccolta e la requisizione del grano.
Il 5 agosto 1918 scoppiò una rivolta contadina nel volost di Kúchkino e nell’uyezd di Penza, vista l'ostilità alle requisizione forzata. La rivolta si diffuse rapidamente nelle aree circostanti. Il presidente del Soviet locale, Vasilij Kuraev, si oppose all’uso della forza militare, sostenendo che la propaganda sarebbe stata sufficiente per sedare la rivolta. Al contrario, Boš insistette sull’impiego di misure repressive, comprese esecuzioni di massa. L’8 agosto 1918, le forze sovietiche riuscirono a reprimere l’insurrezione, ma la tensione nella provincia rimase alta. Il 18 agosto scoppiò una nuova rivolta nella città di Chembar, guidata da membri del Partito Socialista Rivoluzionario, mentre la Legione Cecoslovacca avanzava a soli 45 chilometri dalla città.
In questo clima di crescente instabilità Lenin inviò diversi telegrammi alle autorità di Penza esortandole a prendere misure più severe contro i kulaki, i contadini ribelli e i socialisti rivoluzionari insorti. In particolare, l’11 agosto 1918 inviò un telegramma in cui ordinava ai comunisti locali di impiccare pubblicamente almeno cento kulaki, di rendere noti i loro nomi attraverso i quotidiani e affissioni nelle piazze e di confiscare loro il grano. Non è chiaro se l'ordine sia stato effettivamente eseguito, tuttavia, il 19 agosto Lenin inviò un secondo telegramma in cui revocava le precedenti istruzioni giustificandole con la scusante del clima di disperazione che si respirava nella Russia rivoluzionaria. La decisione di revocare l'ordine di esecuzione potrebbe essere stata il prodotto delle atrocità già commesse, di cui Lenin era venuto a conoscenza e che avrebbero avrebbero potuto contribuire a rivolte ulteriori. Jevgenija Boš, ritenuta responsabile di molte di queste violenze e considerata “mentalmente instabile”, fu presto relegata a incarichi di secondaria importanza. Morì suicida nel 1925.

## Il testo
Il cosiddetto "Ordine di impiccagione" di Lenin venne reso noto in occidente nel corso del documentario della BBC Lenin's Secret Files (1997) in seguito alla sua scoperta da parte dello storico Robert Service negli archivi sovietici. Questa è la traduzione del telegramma originale russo:
1. Impiccare (proprio impiccare, sotto gli occhi del popolo) non meno di cento malfamati kulaki, pieni di soldi, sanguisughe.
2. Rendere pubblici i loro nomi.
3. Confiscare tutto il loro grano.
4. Prendere ostaggi, in conformità con il telegramma di ieri.

Fatelo in modo tale che per centinaia di verste tutto intorno la gente veda, tremi, sappia, gridi: "tirano e tireranno il collo ai kulaki succhiasangue".
Telegrafate la ricezione e l'esecuzione.
Cordiali saluti, vostro Lenin.
P.S. Trovate gente tosta.»